# Incidenti di Tokaimura
Con incidenti di Tokaimura si intendono due diversi incidenti nucleari verificatisi rispettivamente l'11 marzo 1997, in un impianto di Donen, e il 30 settembre 1999, in un impianto della JCO, di cui solo il secondo è stato catalogato come incidente nucleare, avendo raggiunto il livello 4 della scala INES.

## Nel 1997
Il primo incidente avvenne l’11 marzo 1997, dove una piccola esplosione avvenuta in un impianto di Donen espose circa 40 lavoratori alla radioattività, ma non si registrò nessuna vittima. 

## Nel 1999
L'incidente di Tokaimura nel 1999 (東海村臨界事故), è avvenuto il 30 settembre 1999, alle ore 10:30. L'incidente è stato considerato di livello 4.
Il sito della JCO a Tokaimura non aveva un reattore nucleare ma era una piccola fabbrica di combustibile nucleare. Per questo motivo erano presenti poche misure di sicurezza o di evacuazione. Questo incidente è stato il peggior incidente nucleare in Giappone prima di Fukushima.
L'incidente fu generato dalla miscelazione accidentale di uranio e acido nitrico al di fuori delle regole che il ministero giapponese aveva imposto. Gli operai introdussero 16 kg di uranio arricchito al 18% anziché i 3 kg massimi consentiti. In seguito un lampo blu, dovuto ai neutroni emessi dall'innesco della reazione nucleare a catena che si autoalimenta ed una forte emissione di raggi gamma, costrinsero gli operatori ad evacuare lo stabilimento.
Furono evacuate 161 persone nella zona circostante ed a trecentomila residenti fu richiesto di non uscire di casa per sicurezza fino al giorno successivo.

## Conseguenze
I tre operai ricevettero dosi di radioattività ben superiori ai limiti di sicurezza. Il 35enne Hisashi Ouchi assorbì radiazioni fra i 10 e i 20 sievert (Sv) rispetto alla soglia di sicurezza di 50 mSv (millisievert, millesimi di sievert), prevista dalle leggi giapponesi e, nonostante fosse stato sottoposto a cure mediche intensive, morì dopo 83 giorni di agonia. Masato Shinohara, 40 anni, assorbì radiazioni fra 6 e 10 Sv e subì la stessa sorte del collega, morendo il 27 aprile 2000. Il terzo tecnico, Yutaka Yokokawa, di 54 anni, fu invece esposto a un livello fra 1 e 5 Sv e sopravvisse, venendo dimesso dopo molti mesi di cure ospedaliere.
Non ci fu un grosso rilascio di sostanze radioattive all'esterno, ma 119 persone furono contaminate da basse dosi di radiazioni di circa 1 mSv (il sievert è l'unità di misura della dose equivalente nel SI di unità di misura), non superiori ai limiti consentiti dalla legislazione internazionale. Va rilevato che il fondo naturale medio da radiazioni ionizzanti in Italia varia da 1 a 3 mSv in un anno.

## Responsabilità penale e civile

### Processo penale
Nel processo che iniziò in aprile del 2001, sei responsabili dell'azienda, fra cui Kenzo Koshijima, 56 anni, capo dell'impianto, sono stati giudicati colpevoli. Si è svolta un'inchiesta nei confronti di Tomoyuki Inami, presidente della JCO come rappresentante dell'intera azienda. Koshijima è stato condannato a 3 anni di prigione e al pagamento di 500.000 yen di multa. Anche altri 5 imputati della JCO sono stati condannati a pene tra i due e i tre anni, poi sospese; l'azienda, ad una penale di 1 milione di Yen.
Durante il processo è emersa anche una certa responsabilità da parte degli organi governativi preposti ai controlli, incolpati di non aver praticato la giusta pressione sulla JCO. La colpa è stata comunque attribuita al non rispetto delle procedure di sicurezza, quindi è andata a carico di coloro che non hanno addestrato a dovere i loro dipendenti.

### Procedimento civile
Successivamente, il governo giapponese ha revocato alla ditta JCO la licenza per procedere nella attività di raffinazione dell'uranio.

### Risarcimento danni
Una società di prodotti agricoli locali e 400 famiglie hanno chiesto al rappresentante dell'azienda di risarcire un importo di circa 650 milioni di yen, circa 4 milioni di Euro. Gli agricoltori non hanno potuto vendere i propri prodotti e sono state calcolate perdite nel futuro. Sono stati colpiti prodotti alimentari ittici e la prefettura di Ibaraki ha chiesto al rappresentante dell'azienda di risarcire circa 600 milioni di yen alle cooperative di prodotti ittici per le perdite subite dopo l'incidente.